# Jean-François Chauvard
Jean-François Chauvard est un historien spécialiste du monde méditerranéen à l'époque moderne. Il est professeur en histoire moderne à l’université Paris 1 depuis 2019.
Il est spécialiste des sociétés urbaines de l'Italie à l'époque moderne. Depuis sa thèse, ses travaux portent en particulier sur Venise. Il travaille au sein de l'institut d’histoire moderne et contemporaine.

## Biographie

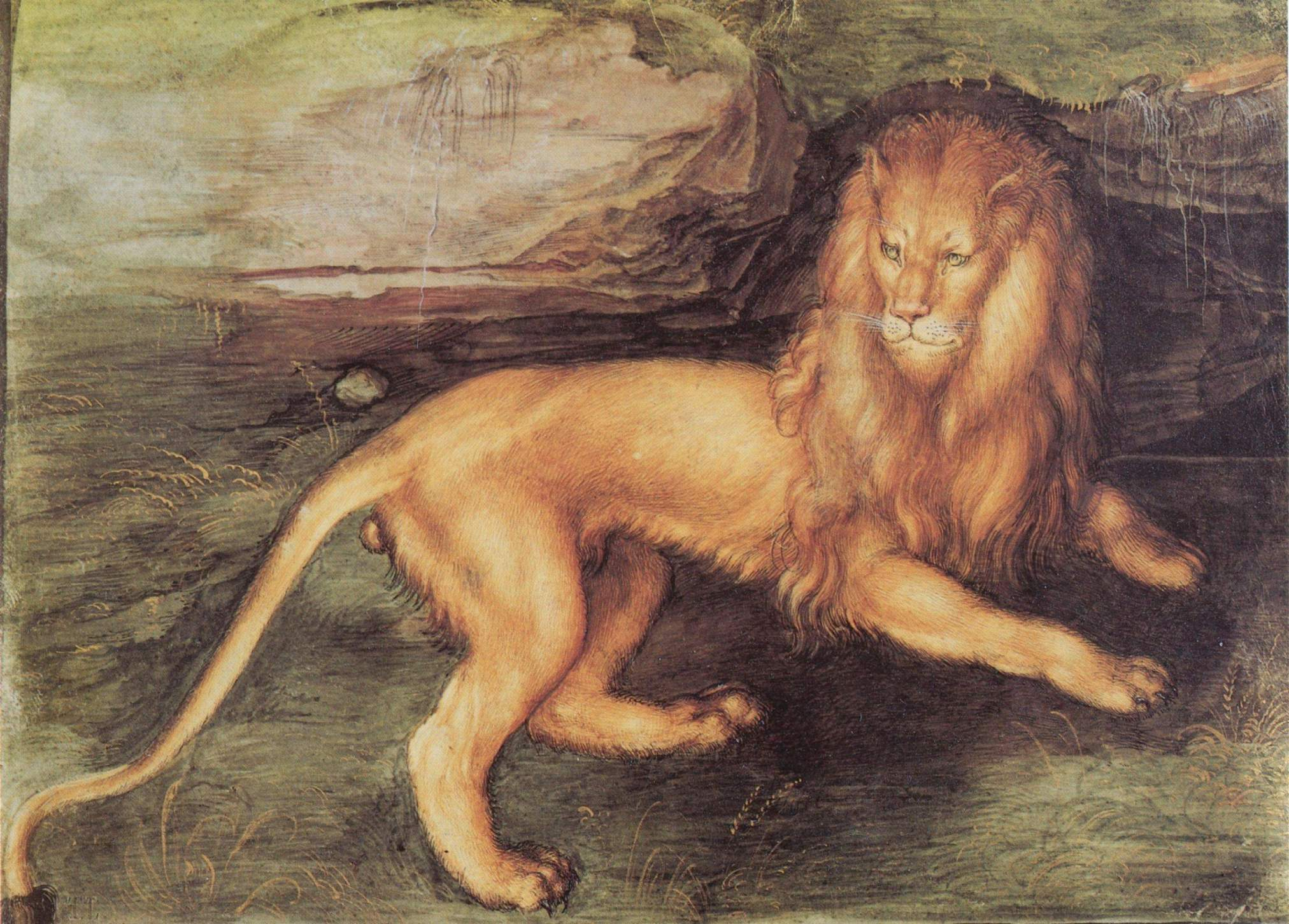
Albrecht Dürer : Le Lion de saint Marc, miniature à la gouache sur parchemin, Venise, 1494, Kunsthalle, Hambourg.

Jean-François Chauvard est un ancien élève de l’École normale supérieure de Fontenay-Saint-Cloud, où il étudie entre 1989 et 1994. En parallèle, il suit une licence et une maîtrise d’histoire romaine à l’université Paris 1 Panthéon-Sorbonne. En 1992, il est agrégé d'histoire. L'année suivante, il présente un Diplôme d'études approfondies à l’EHESS. Dans le contexte de la préparation de sa thèse, il est, entre 1997 et 2000, membre de l’École française de Rome.
Jean-François Chauvard a soutenu en 2000 une thèse d'histoire à l'École des hautes études en sciences sociales intitulée « La propriété et l'échange. La circulation des biens immobiliers dans la Venise du XVIIe siècle », sous la direction de Jacques Revel.
Après sa thèse, il obtient un poste de maître de conférences en histoire moderne à l’université de Strasbourg. Il y reste jusqu'en 2006, année où il devient directeur des études pour l’histoire moderne et contemporaine à l’École française de Rome (2006-2012). Il occupe par la suite un poste au CNRS (UMR 8596).
En 2015, il présente son habilitation à diriger les recherches (HDR) sous la garantie de Wolfgang Kaiser, elle a pour titre : « Villes, familles et propriétés. Contributions à l’histoire sociale de l’Italie urbaine (Venise, Rome xvie-xixe siècle) ». Ce diplôme lui permet d'accéder au titre de professeur des universités en 2016, à l'université Lyon II.
En 2019, il est élu professeur à Paris 1 où il enseigne en licence l'histoire de la Méditerranée moderne et l'histoire sociale de l'Italie et de la Méditerranée à l'époque moderne en niveau master.
En mai 2022, il est professeur invité à l’Università di Pisa.
Avec Isabelle Poutrin, il a rédigé le sujet d'histoire moderne pour l'agrégation externe d'histoire de 2023 et de 2024, intitulé « Communautés et mobilités en Méditerranée de la fin XVe siècle au milieu du XVIIIe siècle.

## Travaux sur Venise

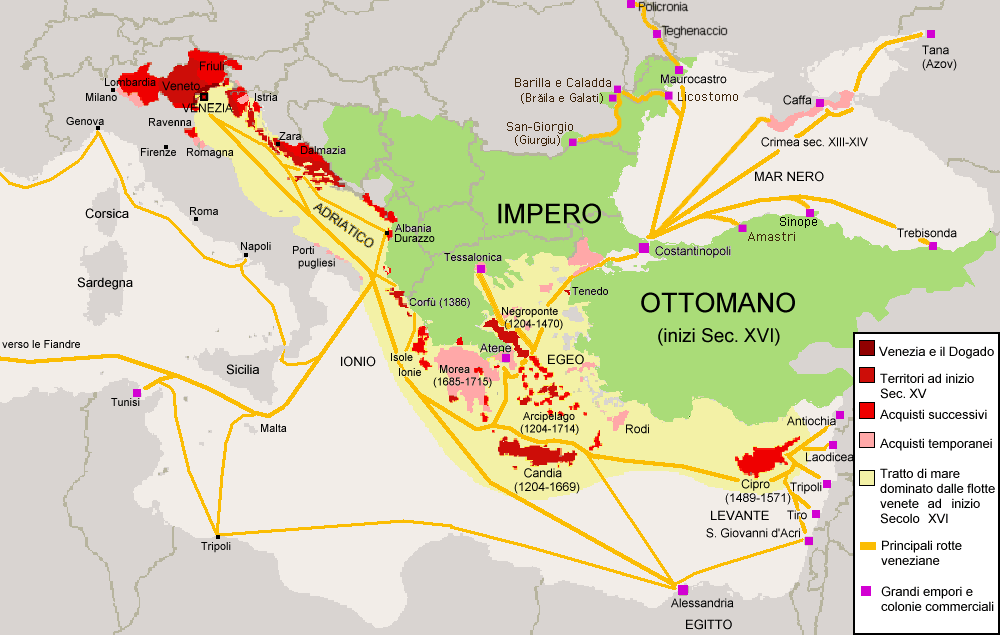
Territoires de la République de Venise au xv^{e} siècle et xvi^{e} siècle.

Dans le cadre de sa thèse, Jean-François Chauvard a étudié le marché des maisons à Venise. Il a mis en lumière les stratégies développées par les élites pour conserver leur position sociale et économique. Ce domaine est traité dans son livre intitulé Lier et délier la propriété, publié en 2018. Au coeur de cet ouvrage, on retrouve une longue d'analyse des fidéicommis, soit des fondations testamentaires qui fixaient juridiquement la ligne de succession.
Toujours dans le domaine de l'histoire sociale et économique, Jean-François Chauvard étudie les mobilités sociales et géographiques à Venise et dans la Méditerranée. Son analyse repose notamment sur une étude des stratégies matrimoniales et des mariages mixtes à Venise entre la fin du XVIe siècle et le XVIIIe siècle.
Jean-François Chauvard explique que malgré l'existence de limitations canoniques, les mariages entre orthodoxes et catholiques (entre Grecs et Latins selon les termes de l'époque) n'étaient pas prohibés à Venise à l'époque moderne.

## Ouvrages

### Travaux individuels
- La Circulation des biens à Venise : Stratégies patrimoniales et marché immobilier, Rome, École française de Rome, 2005.
- Lier et délier la propriété : Tutelle publique et administration des fidéicommis à Venise aux derniers siècles de la République, Rome, Ecole Française de Rome, 2018.

### Direction d'ouvrages
- Avec Maria-Pia Donato, David Armando et Massimo Cattaneo, Atlante dell’Italia rivoluzionaria e napoleonica, Rome, École française de Rome, 2013, 440 p.
- Avec Andrea Merlotti et Maria Antonietta Visceglia, Casa Savoia e Curia romana dal Rinascimento all’unità d’Italia, Rome, École française de Rome, 2015.
- Avec G. Quintaluce, Histoire du Couvent Royal des Minimes français de la très Sainte Trinité sur le mont Pincius à Rome du Révérend Charles-Pierre Martin, Rome, École française de Rome, 2018.
- Avec Michel Barbot et Stefano Levati, L’Expérience du déclassement social. France-Italie, XVIe-premier XIXe siècle, Rome, École française de Rome, 2021, 446 p.